# Ljustjärnen (Skinnskattebergs socken, Västmanland)
Ljustjärnen är en sjö i Skinnskattebergs kommun i Västmanland och ingår i Norrströms huvudavrinningsområde. Sjön är 8 meter djup, har en yta på 0,0465 kvadratkilometer och befinner sig 140,1 meter över havet.

## Delavrinningsområde
Ljustjärnen ingår i det delavrinningsområde (662262-148143) som SMHI kallar för Mynnar i Sörmogen. Medelhöjden är 142 meter över havet och ytan är 47,74 kvadratkilometer. Räknas de 2 avrinningsområdena uppströms in blir den ackumulerade arean 94,06 kvadratkilometer. Forsån som avvattnar avrinningsområdet har biflödesordning 4, vilket innebär att vattnet flödar genom totalt 4 vattendrag innan det når havet efter 220 kilometer. Avrinningsområdet består mestadels av skog (68 procent) och sankmarker (10 procent). Avrinningsområdet har 0,67 kvadratkilometer vattenytor vilket ger det en sjöprocent på 1,4 procent. Bebyggelsen i området täcker en yta av 1,03 kvadratkilometer eller 2 procent av avrinningsområdet.